# 켈트 십자

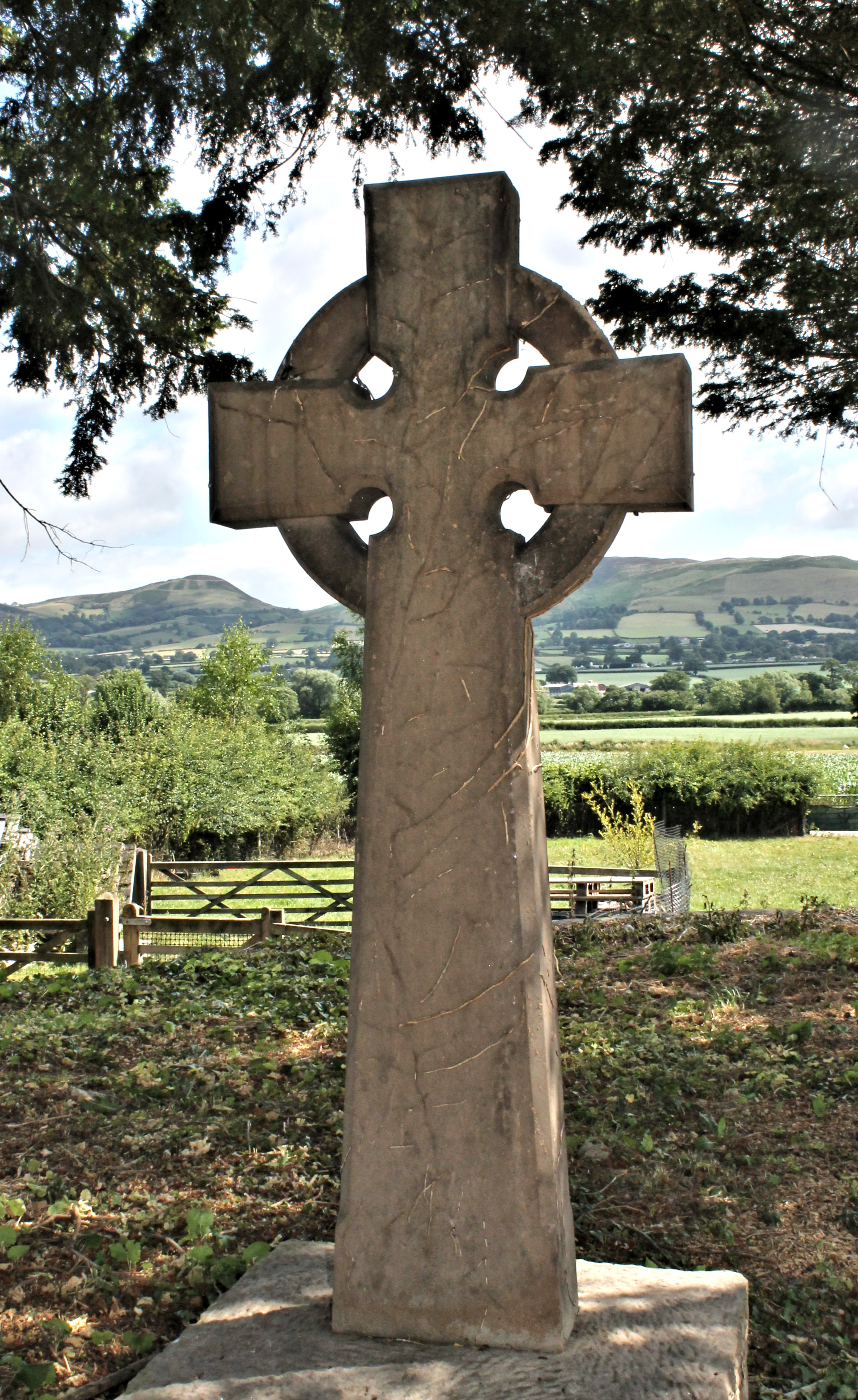
웨일스의 켈트 십자

켈트 십자(아일랜드어: cros Cheilteach 크로스 켈타크, 스코틀랜드 게일어: crois Cheilteach, 맨어: crosh Cheltiagh, 웨일스어: croes Geltaidd 크로에스 겔타이드, 콘월어: krows keltek, 브르타뉴어: kroaz geltek, 영어: Celtic cross 켈틱 크로스[*])는 십자의 교차부위 주위로 원이 둘러진 상징물이다. 십자가 줄기가 나머지 세 가지보다 길다. 님부스 십자의 일종이다. 켈트 기독교도들은 기독교의 십자가에 님부스를 더한 켈트 십자 형태의 석조 십자가를 다수 제작하였고, 대부분의 경우 매우 복잡한 무늬들로 장식되었다. 켈트 부흥운동 이후 켈트 십자는 켈트 문화의 상징으로서 다양한 모티프로 사용되었다.

## 기독교계에서 사용

### 아일랜드와 영국
아일랜드와 스코틀랜드의 판 십자가와 기둥 십자가의 초기 예로는 다음과 같다.

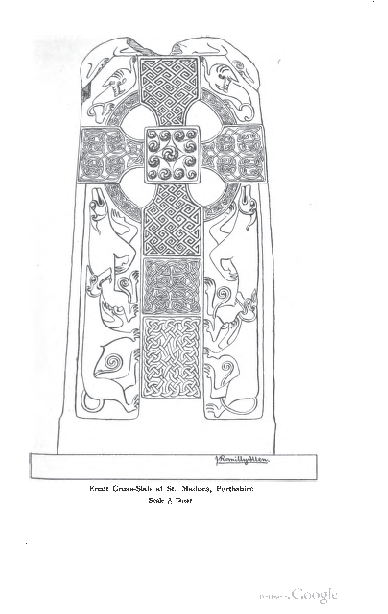
퍼스셔, St Madoes에 있는 스코틀랜드 판 십자가
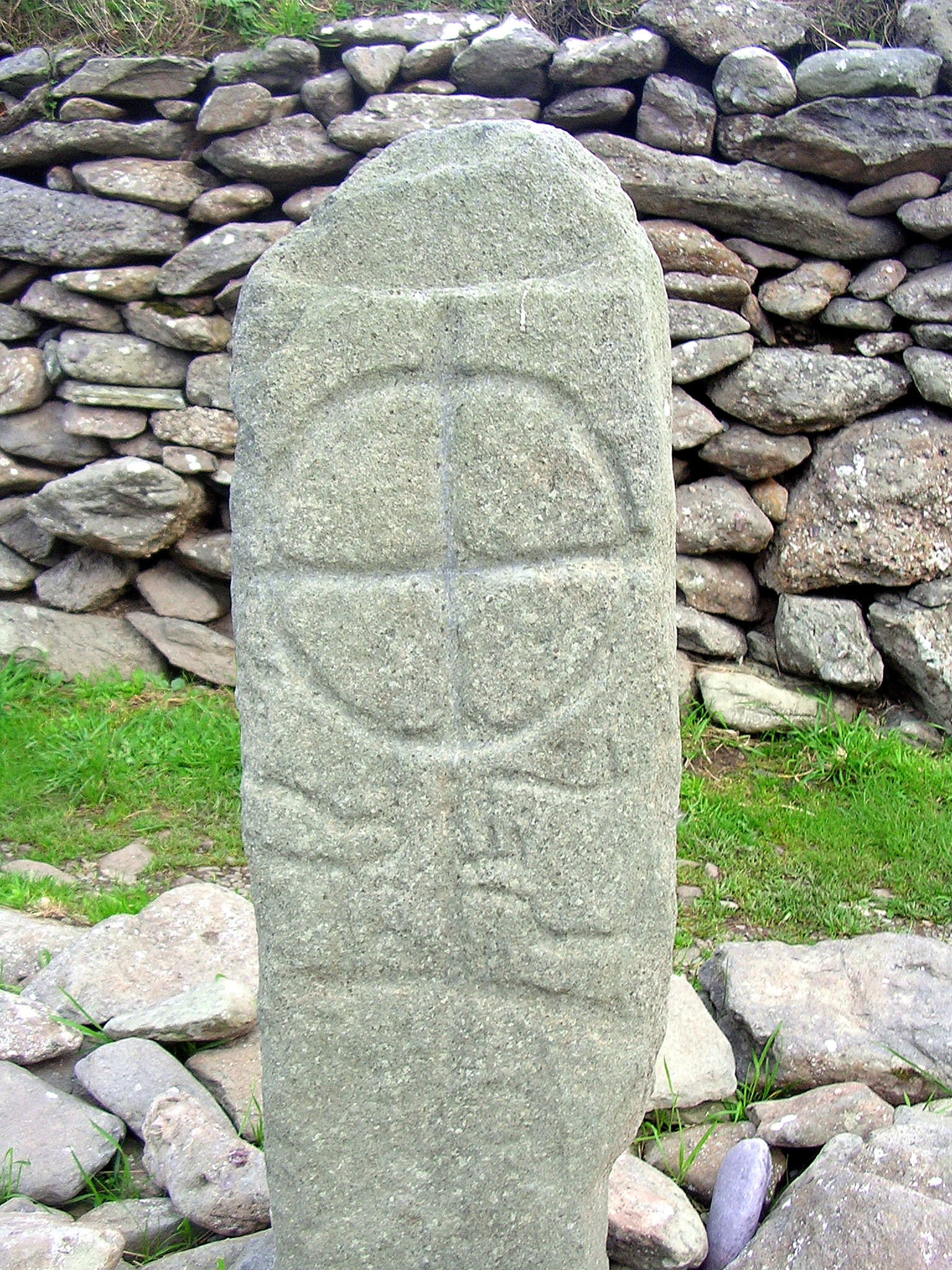
아일랜드 케리 주 갤라루스 예배당에 있는 기둥석

아일랜드에서 켈트 십자가는 성 파트리치오 또는 다신교에서 전환되던 시절에 성 데클라누스에게서 전래되었다고 하는 전설이 있지만, 그럼에도 불구하고 그 초기 시기에 이를 뒷받침할만한 증거는 나오지 않았다. 성 파트리치오가 다신교도들에게 십자가의 중요성에 대한 생각과 생명을 주는 태양의 가치의 생각을 연결하기 위해 기독교의 십자가와 선 크로스를 합쳤다고 주장된다. 다른 해석으로는 켈트 십자가 원의 위에 위치해있는 것이 다신교의 태양을 초월한 패권을 상징한다고 주장한다.

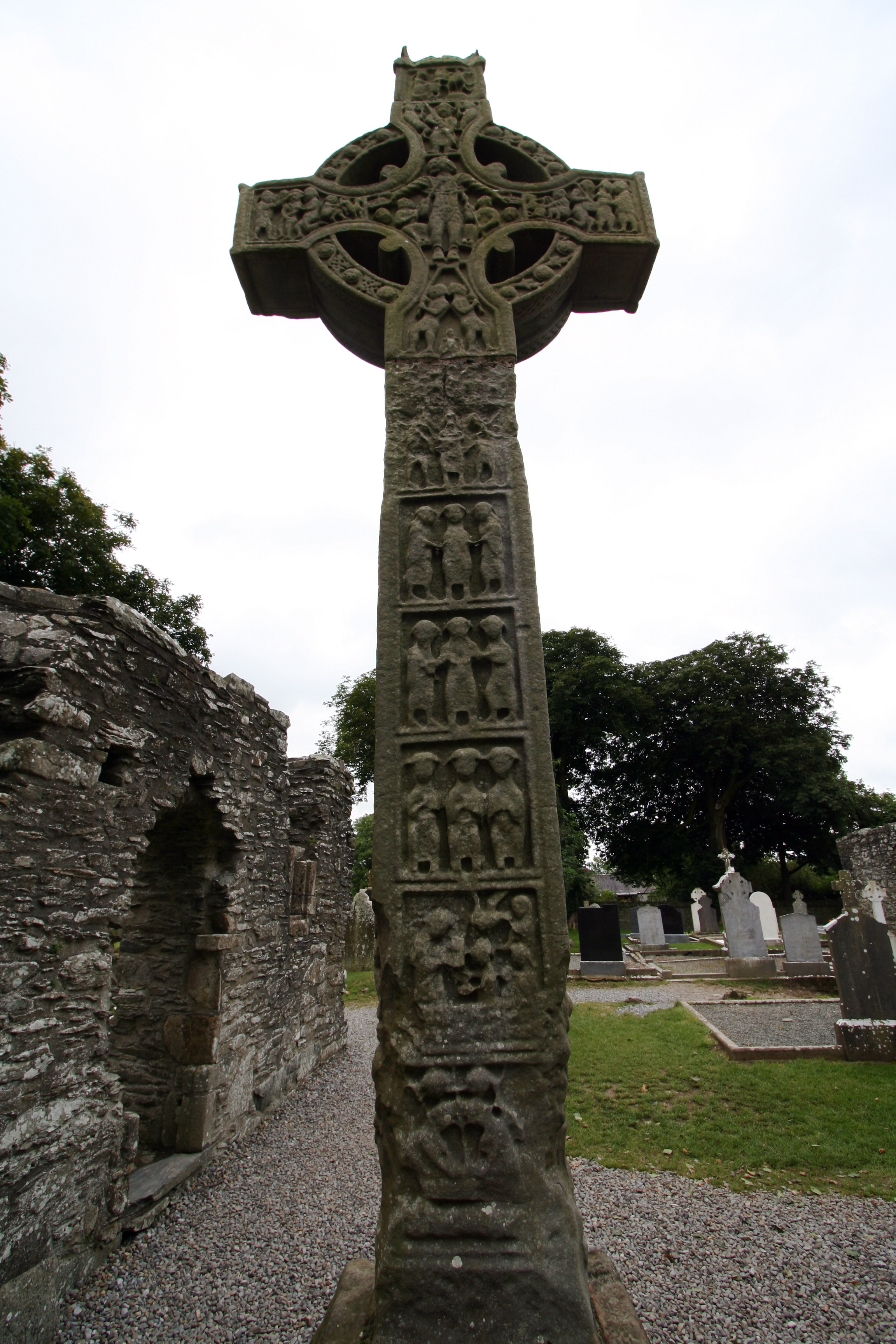
아일랜드 모나스터보이스에 있는 켈트 십자로 장식되어 있는 기독교 하이 크로스

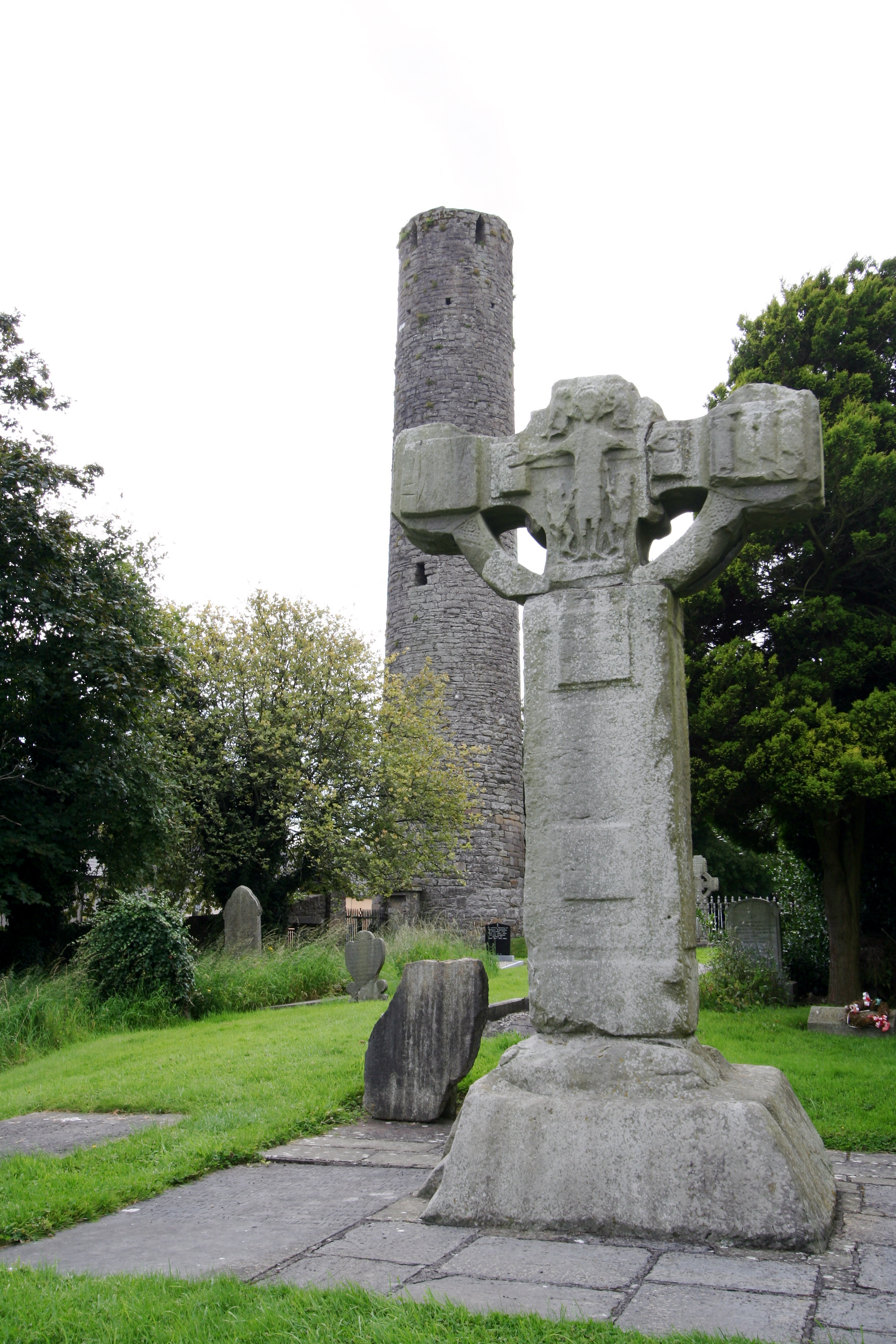
켈스의 부서진 십자가

독특한 하이버노색슨의 기념비적인 하이 크로스를 세운것은 8세기에 시작되었고, 그 이전 시기로도 추측한다. 그들은 초기에는 목제로 만들었을 것이며, 후기에는 아마 금속으로 작업을 했을것이다. 일부 '켈트' 하이크로스에는 오검 문자를 지니기도 했다. 아일랜드 및 아일랜드의 영향을 받은 지역의 십자가는 대부분의 장식을 잃어버린 앵글로색슨족의 것보다 더 짧고 많은 경향이 있기 때문에 고리 모양에서 더 많은 힘을 받아줘야 했다.
아일랜드에 있는 주목할 만한 켈트 하이크로스는 다음과 같다.
- 티퍼레리 주 아헨니 (Ahenny)
- 티론 주 아드보에 (Ardboe)
- 더니골 주 카른도나흐 (Carndonagh)
- 슬라이고 주 드럼클리프 (Drumcliff)
- 클래어 주 Dysert O'Dea Monastery
- Glendalough County Wicklow St. Kevin's Cross
- Killamery, County Kilkenny
- Fahan, County Donegal
- Monasterboice, County Louth
- Clonmacnoise Cross of the Scriptures, County Offaly
- Clonmacnoise North Cross, County Offaly
- Clonmacnoise South Cross, County Offaly
- Kells, County Meath
- Moone, County Kildare

스코틀랜드에 있는 주목할 만한 켈트 하이크로스는 다음과 같다.
- Iona Abbey Crosses
- Inchbraoch Cross
- Kildalton Cross
- Meigle 1 Cross
- St. Martins Cross

### 유럽 대륙

#### 프랑스
프랑스에서는 이와 유사한 것이 존재하는데, 몇몇 전문가들이 아일랜드로부터 영향을 받았다고 생각했다. 하지만 유럽대륙의 십자가들은 "님부스 십자가" (프랑스어로 croix nimbée) 라고 정의가 내려졌다. 프랑스의 디자인은 다르지만 형태적으로 꽤 유사하다. 주로 프랑스 서쪽에서 발견되는데, 노르망디, 브르타뉴, 그리고 리무쟁, 오베르뉴 중앙까지 발견된다. 대부분의 것들은 15세기에 만들어졌다. 어떤 것은 루아르 계곡에 있는 오를레앙 대성당의 첨탑에서도 볼 수 있다.
바스노르망디에 있는 코탕탱 반도에 많은 성당들은 묘석들을 켈트 십자가로 장식을 했다.

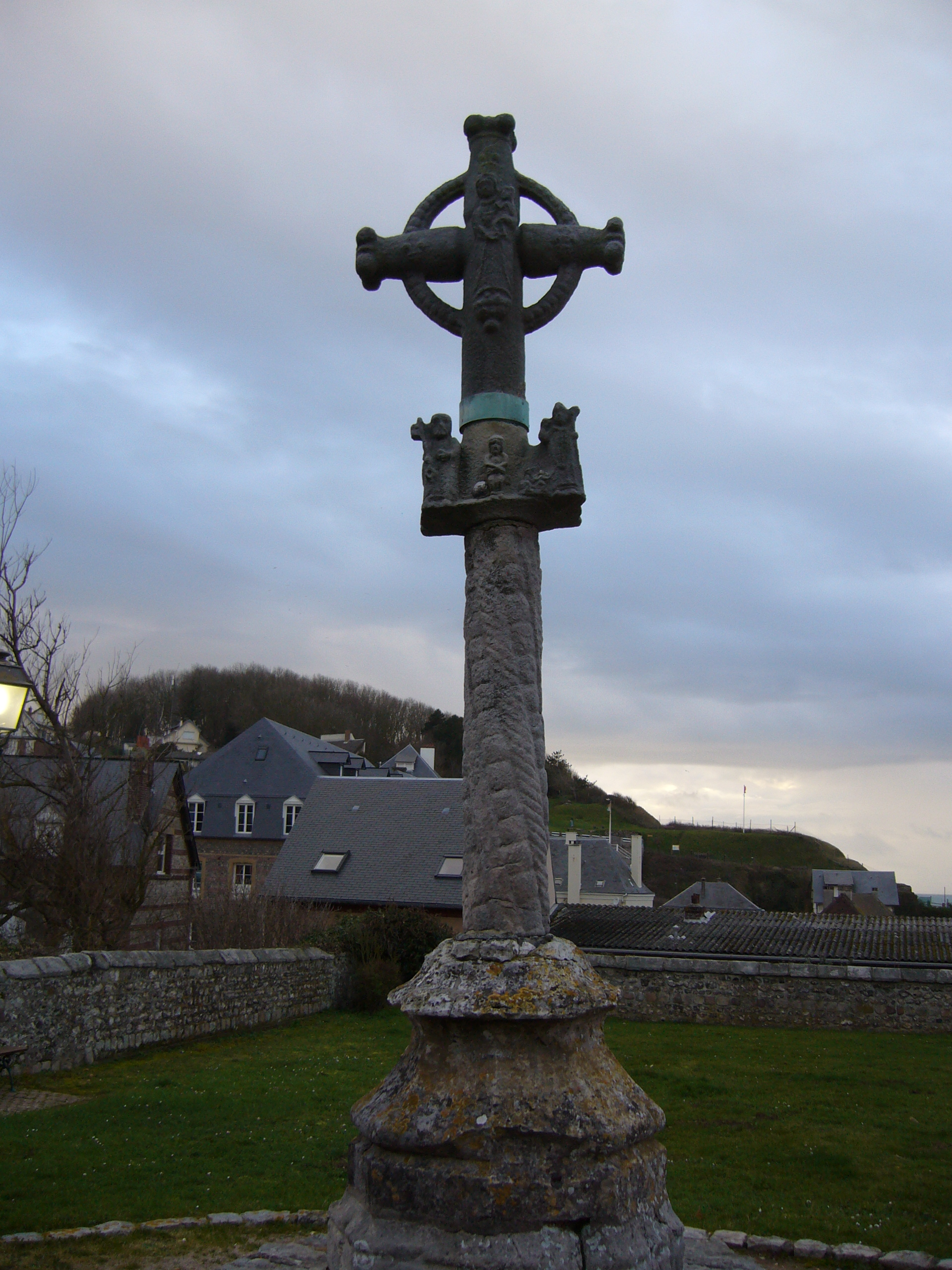
노르망디 뵐레로즈 십자가
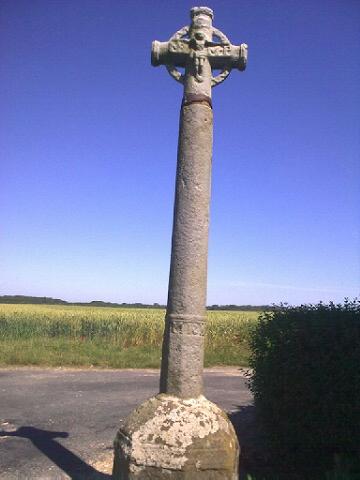
노르망디 생피에르앙포 십자가
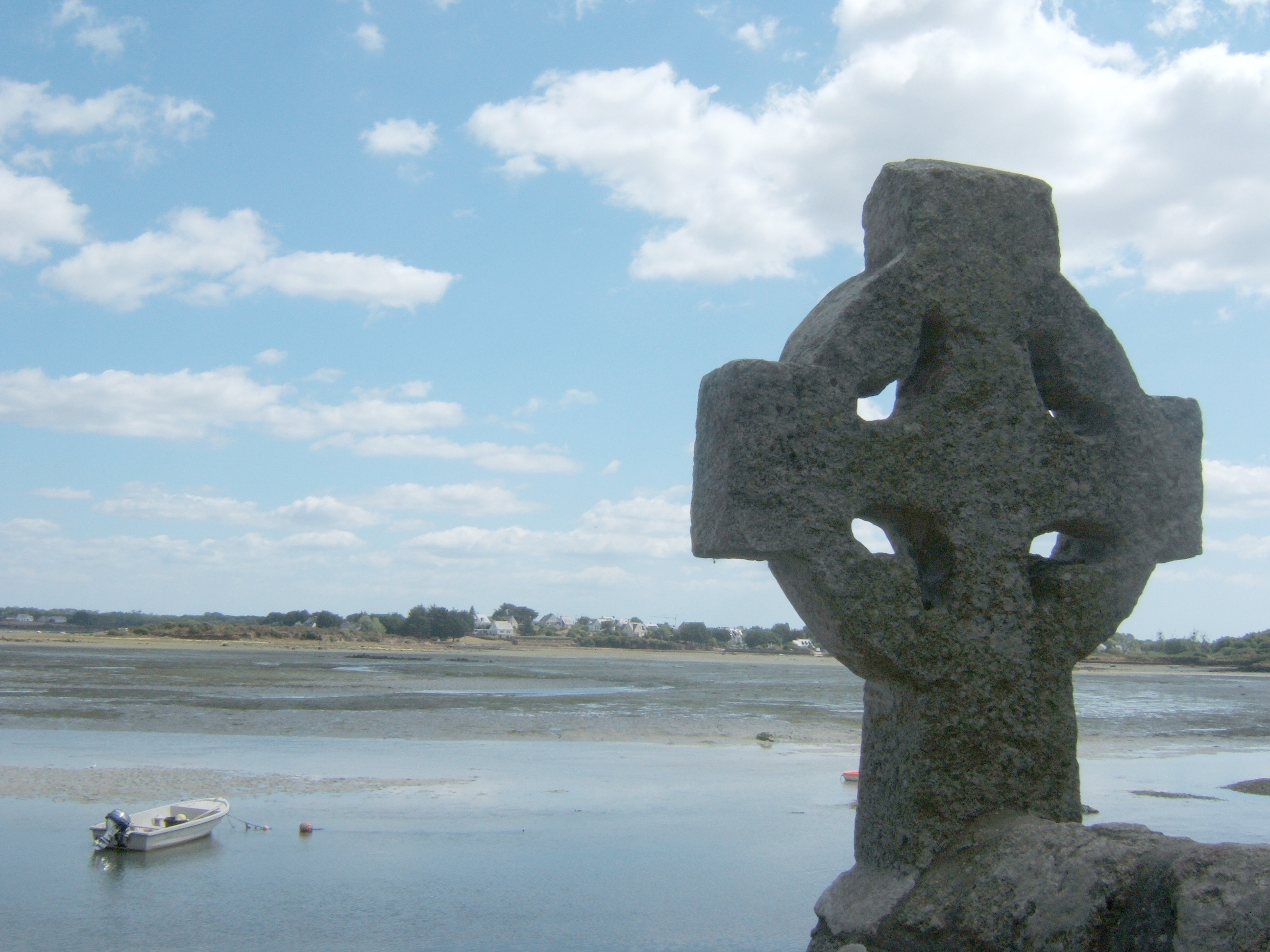
브르타뉴 생카두 섬, Stêr an Intel (Étel river)
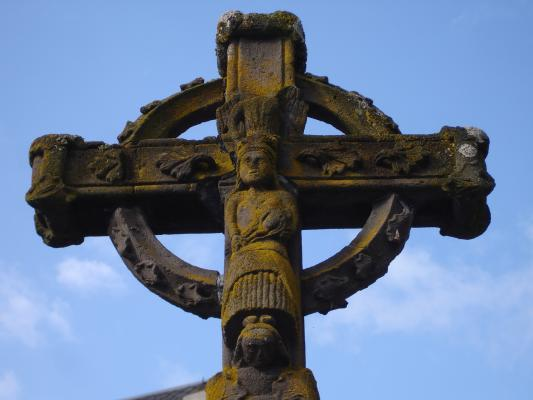
Auvergne, details of a high cross at Chambon-sur-Lac
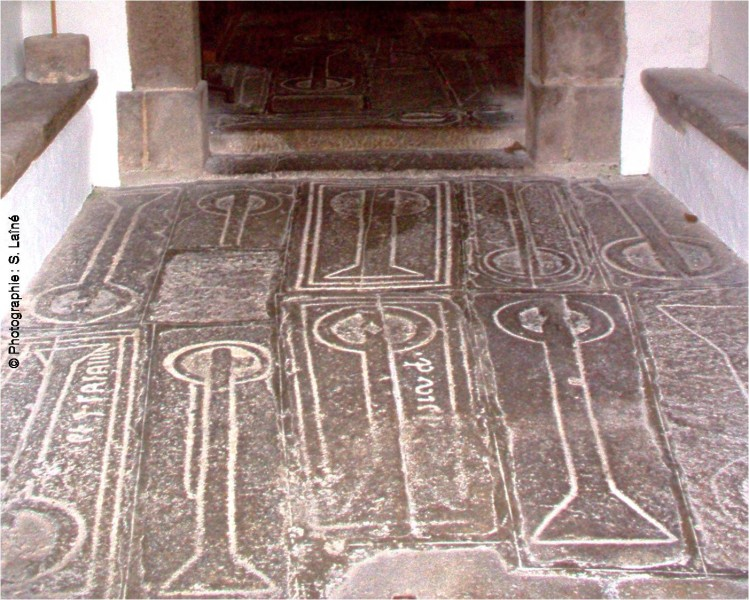
Normandy, Tombstones in the St Germain church, Flamanville

#### 갈리시아
갈리시아 지방의 켈트 십자가는 모든 종류의 악마를 막기 위해 호레오(곡물창고)와 같은 곳 꼭대기에 있다.

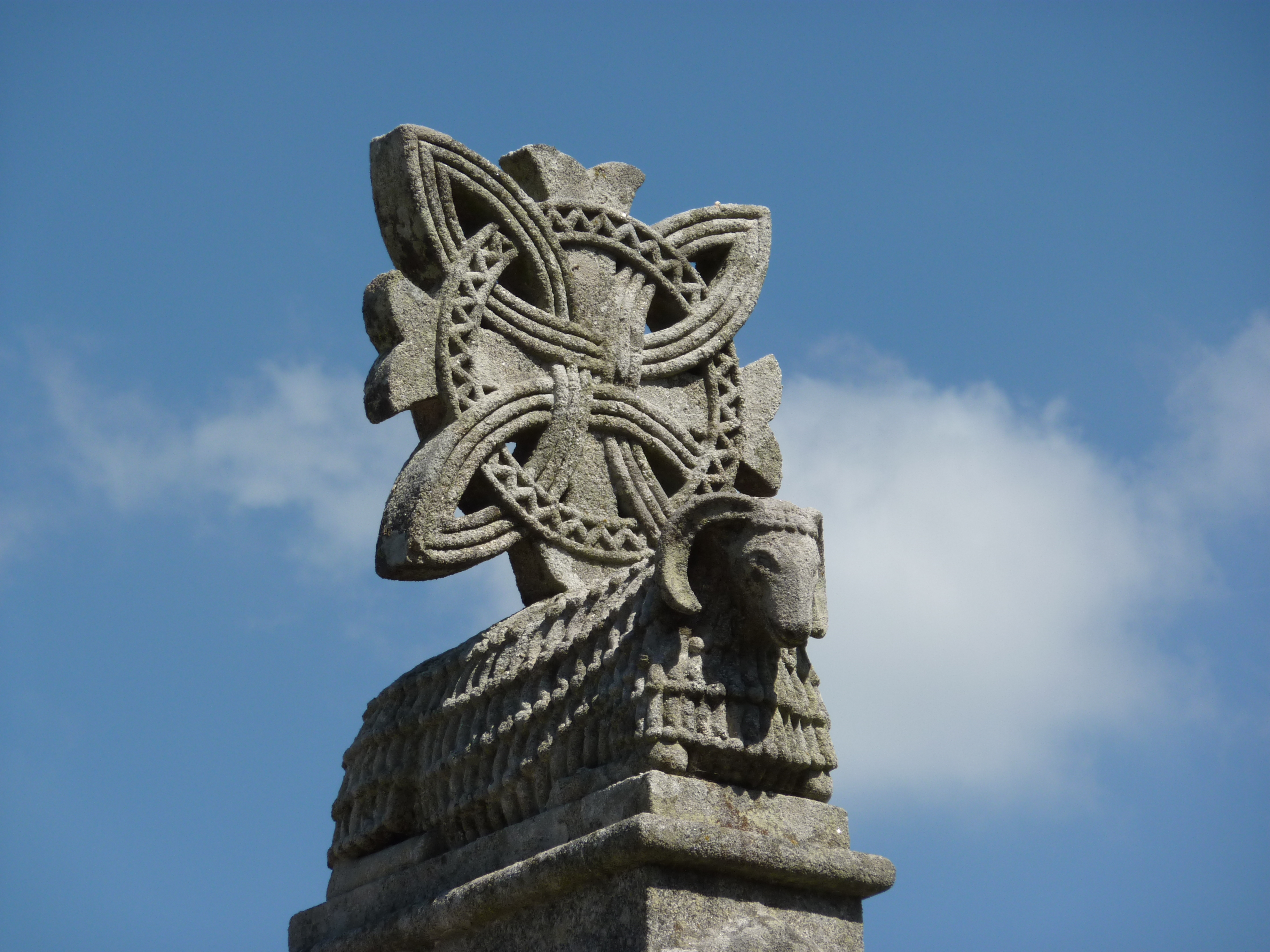
Modern copy of the Romanesque Agnus Dei topping the church of Saint Mary Salome, in Santiago de Compostela
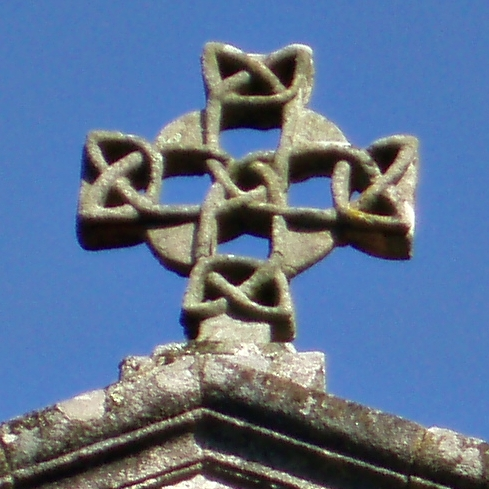
Gothic cross atop the church of Saint Susanna, in Santiago de Compostela
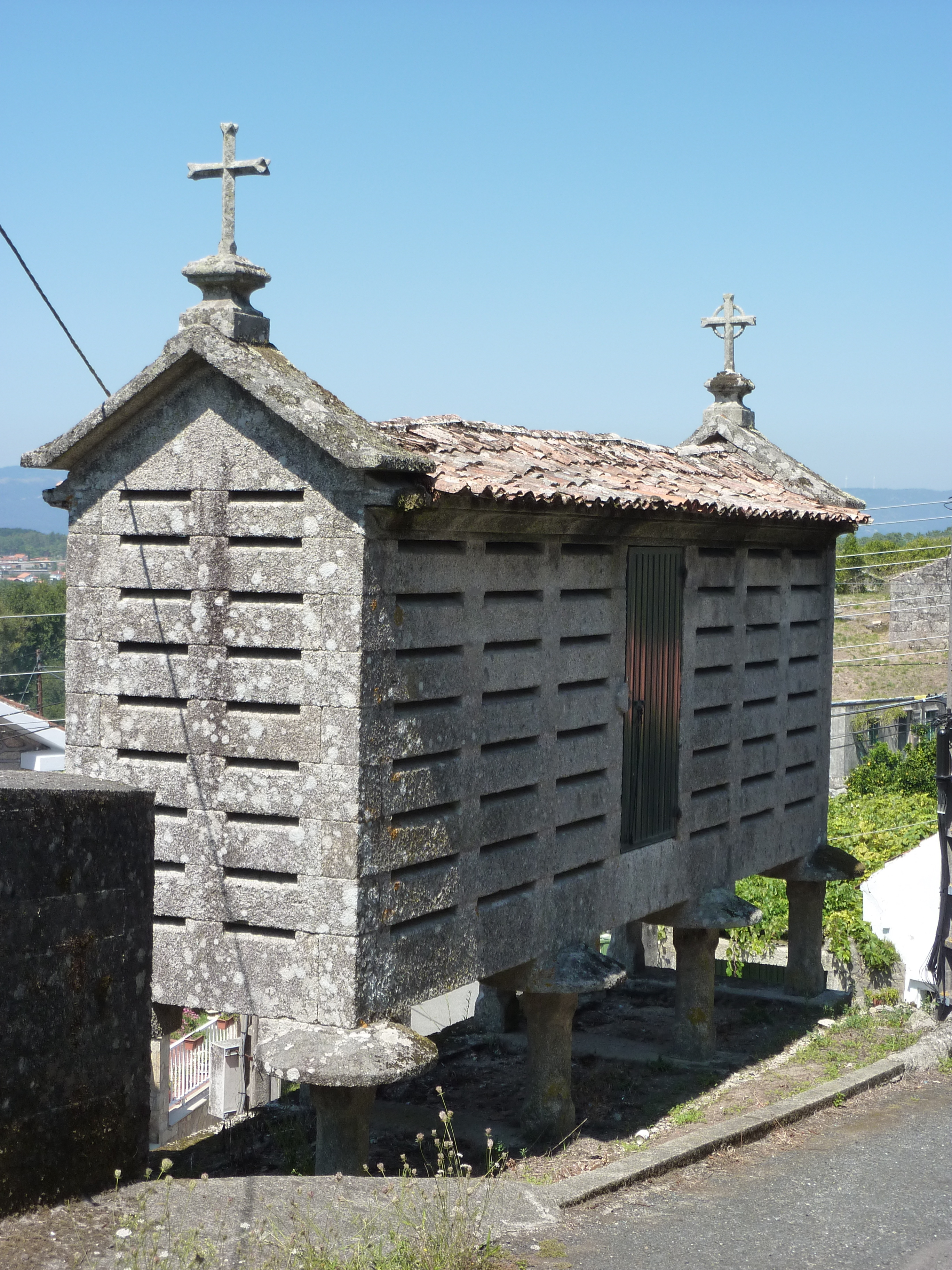
A Latin cross and a Celtic cross atop a Galician hórreo (granary)
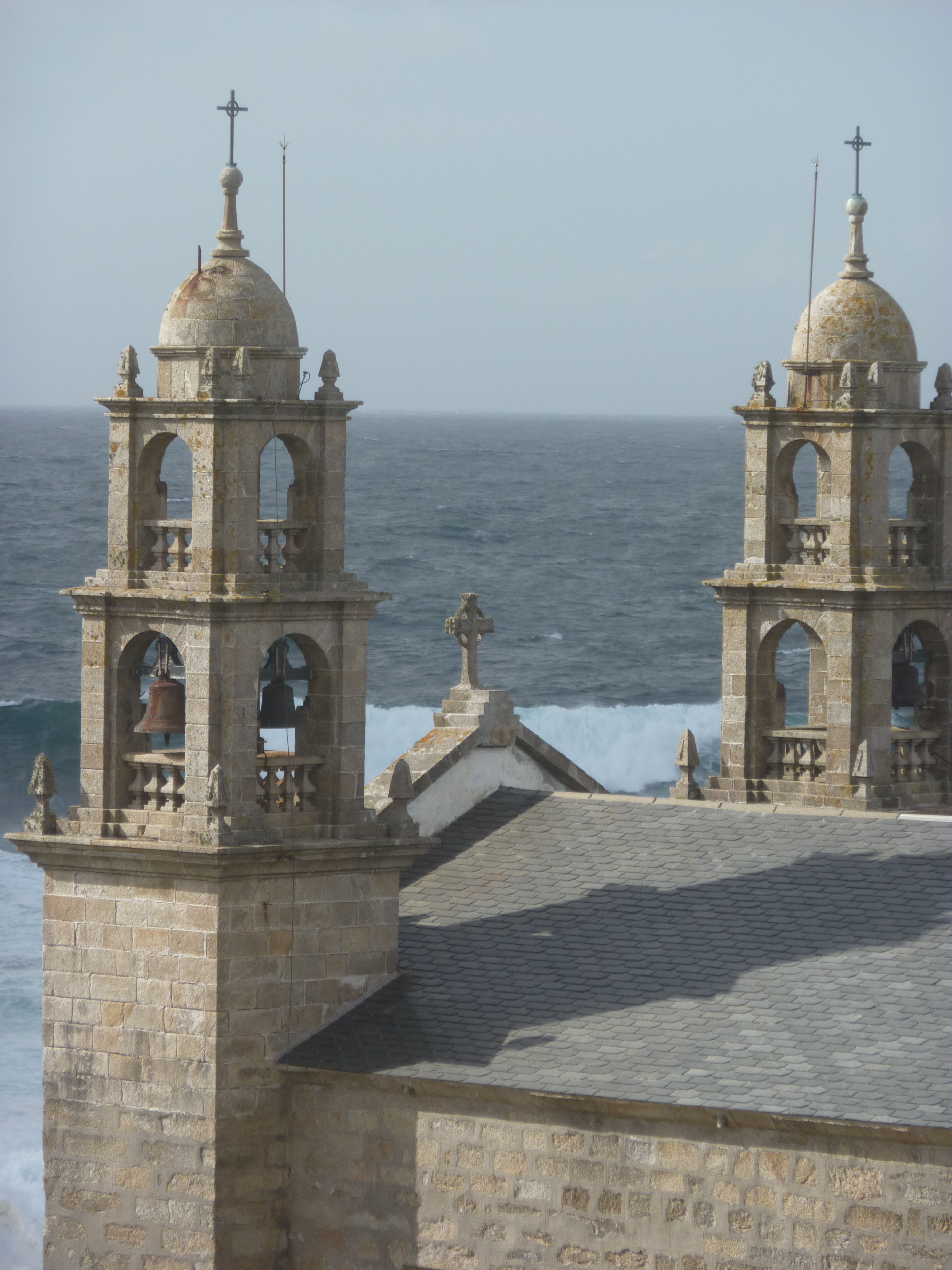
Celtic crosses topping the sanctuary of a Virxe da Barca ('Our Lady of the Boat'), Muxía
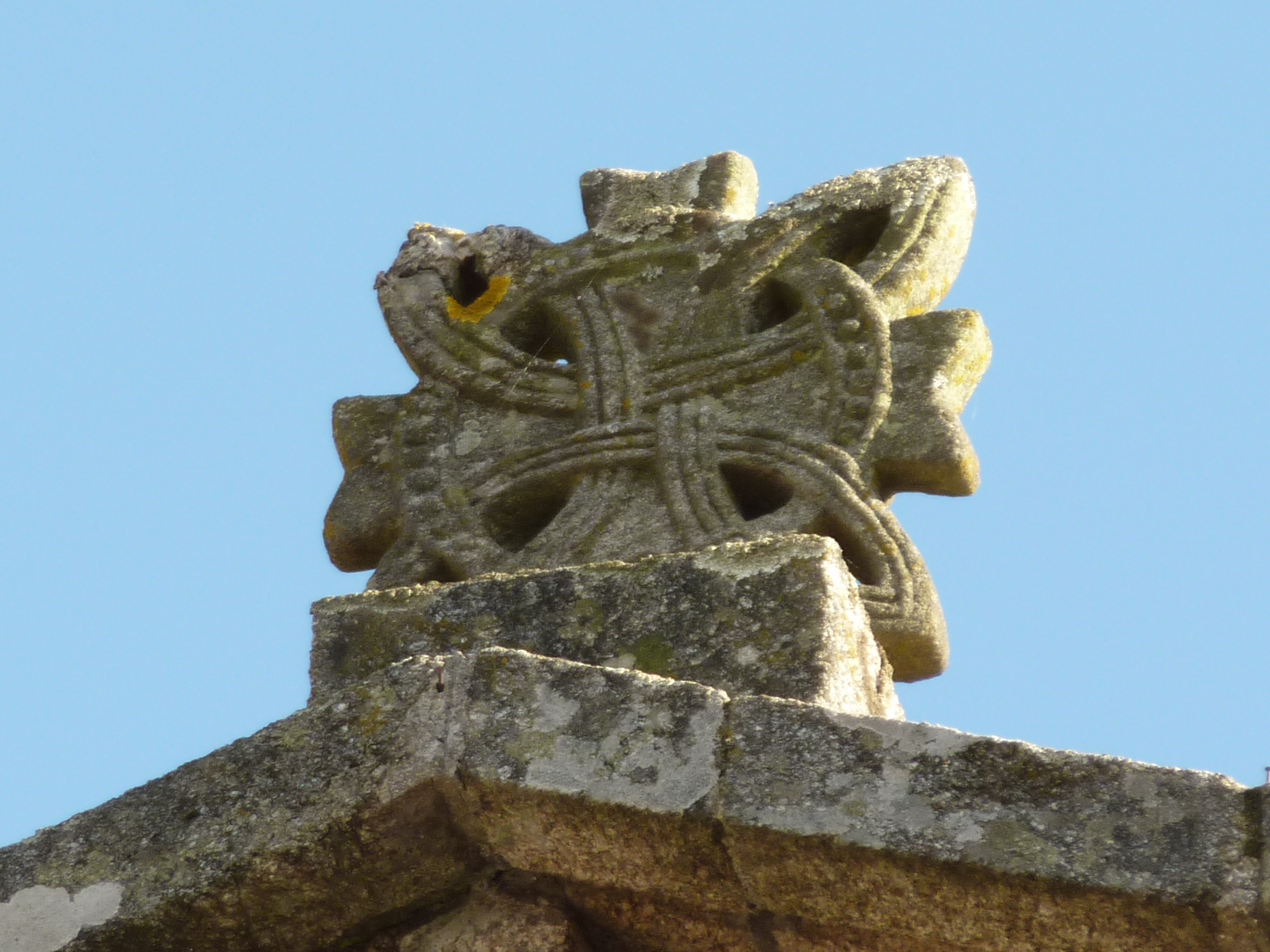
Cross topping the church of Saint Lazarus, Santiago de Compostela

#### 발트해 지역

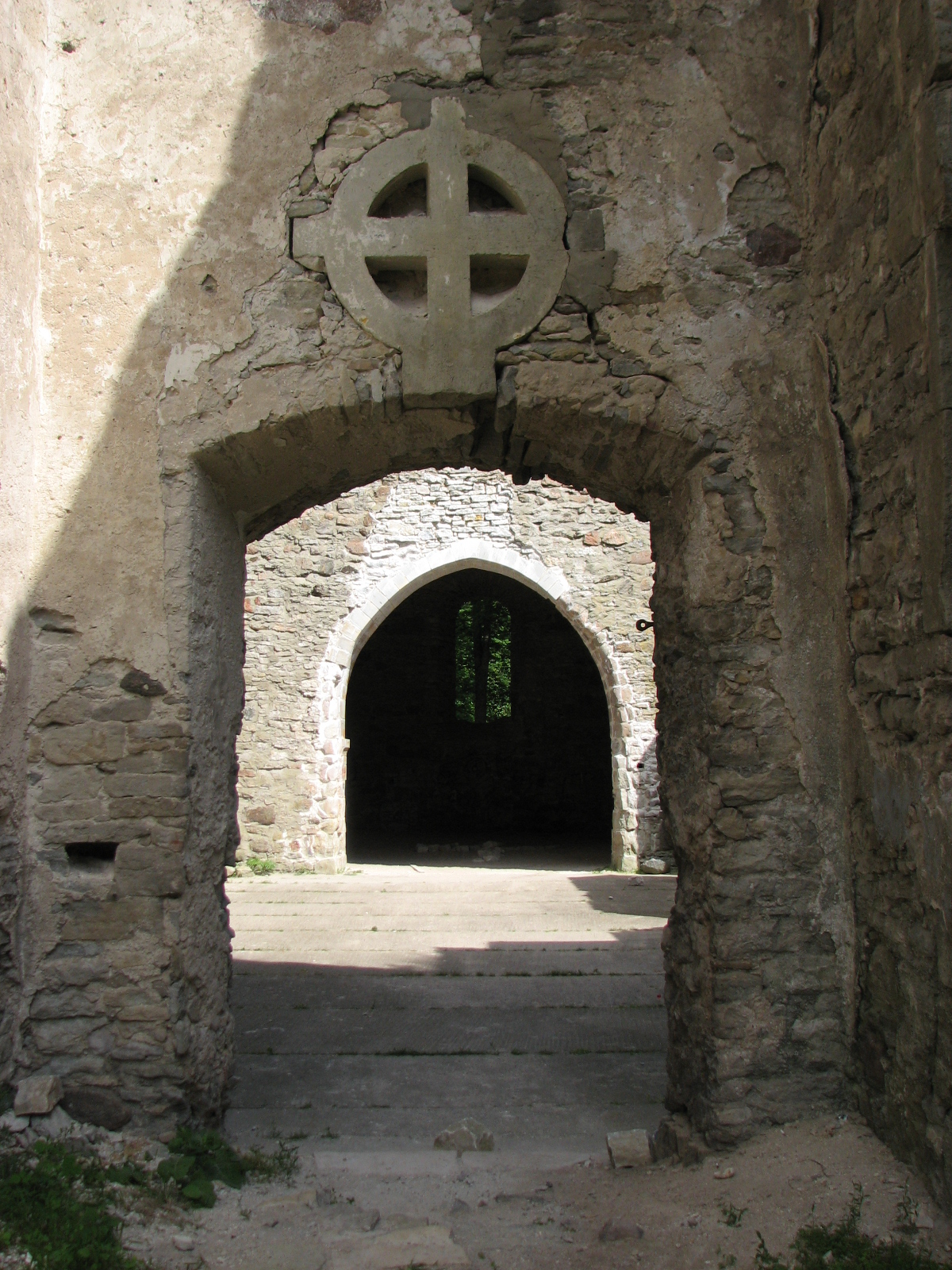
에스토니아 히우마섬에 있는 16세기 성당에 있는 켈트 십자

에스토니아에서는 섬 지역(히우마섬, 사레마섬)에서 특히 발견된다. 라트비아에서는 태양의 신 사울레(Saule)와 관련이 있다.

## 현대시대

### 켈트 부흥운동
19세기 중반 켈트 문화 부활 운동 이후 아일랜드에서 켈트 십자가 사용이 증가했다.

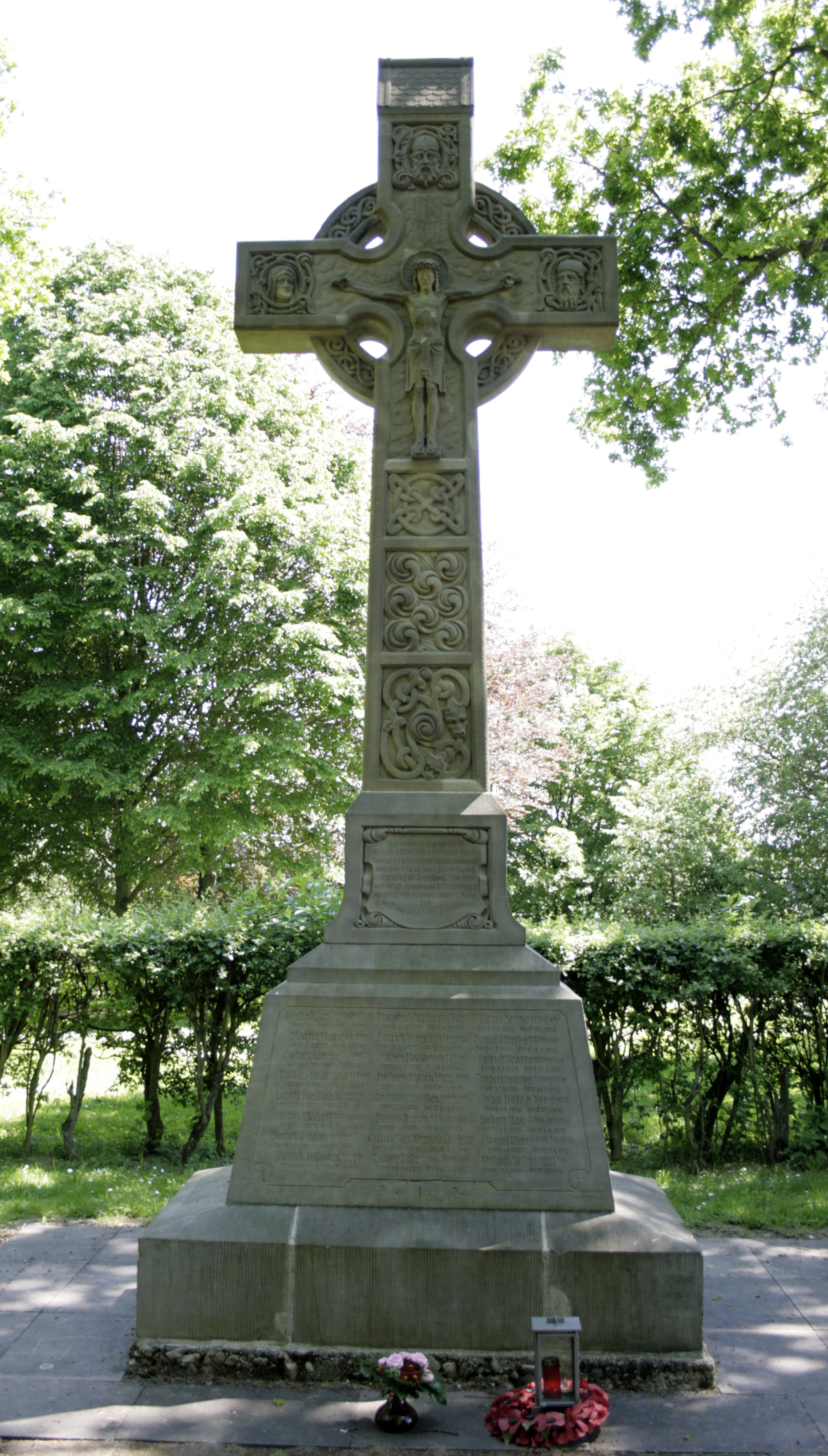
Modern Celtic cross of a war monument in Limburg-Dietkirchen, Germany
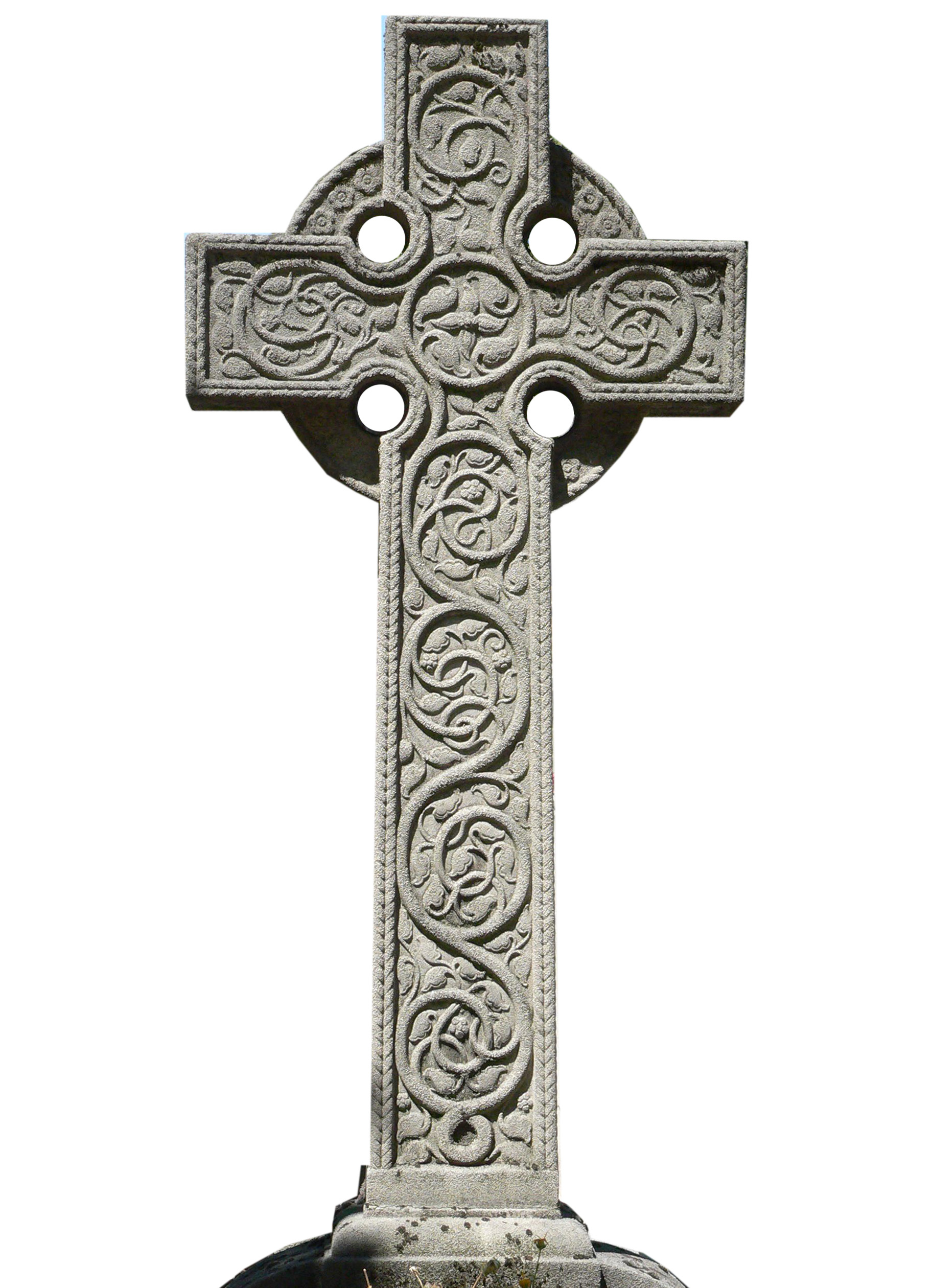
Modern Celtic cross at cimetière du Père-Lachaise, Paris

### 국수주의자들의 사용

국수주의자들의 켈트 십자 깃발.

원형 켈트 십자(상하좌우의 길이가 같은 형태)는 민족주의와 백인 우월주의를 나타내는 개인과 단체들이 가장 널리 사용하는 상징물 중 하나이다. 백인 민족주의 사이트인 스톰프런트 # 보관됨 2021-03-12 - 웨이백 머신의 로고로 사용되고 있다.
독일에서, 원형 켈트 십자는 금지된 정치 정당인 VSBD/PdA가 이를 사용하게 되면서, 인종차별(참고: Strafgesetzbuch section 86a)을 홍보하는 맥락에 이를 사용되는 것이 금지되었다. 그럼에도 그 금지에 대한 합헌성의 의혹이 있었지만 대법원의 결정으로 유지가 되었다.
이탈리아에서도 레제 만치노(Legge Mancino)에서 발생한 유사한 금지가 있으며 (만치노 법령, 내무부 장관이 법으로 제정함), 그럼에도 이탈리아 북부에서는 로마 가톨릭교회의 상징물로서 켈트 십자가 일부 사용되고 있다.

### 조디악 킬러
미국에서 조디악 킬러는 1969년 8월 1일과 1974년 1월 29일 사이에 여러 신문을 오려 붙인 편지에서 켈트 십자가를 닮은 기호를 이용했다. 범인에 이 기호의 의미는 정확히 알 수 없다.

## 같이 보기
- 현무암 십자가
- 위로 십자가
- 콥트 십자가
- 두갈래 십자가
- 하이 크로스
- 이르민줄
- 메이폴
- 아르베카흐
- Picture stone
- 수직 십자가
- 태양 상징
- Stone cross
- 선 크로스
- 개선 십자가

## 참고 자료
- Werner, Martin (1990). “On the Origins of the Form of the Irish High Cross”. 《Gresta》 (Gesta, Vol. 29, No. 1) 29 (1): 98–110. JSTOR 767104.
- H. Richardson: An introduction to Irish high crosses. 1990, ISBN 0-85342-941-3.
- J. Romilly Allen: Early Christian symbolism in Great Britain and Ireland before the thirteenth century. Whiting, London 1887. Neuauflage als The High Crosses of Ireland. Felinfach: Llanerch 1992, ISBN 0-7661-9262-8.
- Peter Harbison: The high crosses of Ireland. Habelt, Bonn, 3 Baende, 1991.